# Sokolská bouda
Sokolská bouda byl krkonošský horský hotel a ubytovna, existující v letech 1929 až 2019. Stála na katastru městečka Janské Lázně, pod vrcholem Černé hory (1299 m n. m.) – jde o lokalitu tzv. Volských bud. Okolo místa, kde stála, prochází červená turistická trasa Výrovka – Janské Lázně, ze které zde odbočuje žlutě značená cesta do Černého Dolu.
Stavba byla podle krajinného ekologa Pavla Klimeše unikátní svou konstrukcí: „Je to zřejmě největší srub v republice, samonosná roubená konstrukce má navíc čtyři patra, což není úplně běžné.“

## Vznik boudy
Zdejší pozemky i s vrcholem Černé hory patřily hraběti Jaromíru Czerninu–Morzinovi, od kterého je odkoupila firma Wiesner Chrudim pro výstavbu moderní kabinkové lanovky. Několik měsíců po její dostavbě, konkrétně ke dni 27. července 1929, prodal Wiesner část nepotřebného pozemku (pastvinu o výměře 3102 m²) spolku Sokolská horská chata se sídlem v Praze, a to za 1128,50 Kč. Tento akt se hraběti Czerninovi nelíbil a (nakonec neúspěšně) se kvůli tomu i soudil.
S výstavbou domu v nadmořské výšce 1270 m započal spolek v roce 1929. Stavba šla velmi rychle a již v neděli 10. listopadu 1929 byla „Sokolská chata na Černé hoře“ slavnostně otevřena za účasti asi 150 osob, včetně ministrů Nováka, Vyškovského, generála Havla aj. Prvním správcem chaty/boudy se stal Jan Černý, jenž po pěti sezónách předal správcovství Janu Herčíkovi z Vosecké boudy a sám odešel provozovat později proslavený Horský hotel Černý, který postavil o kousek dál v letech 1934–1935. Šlo o logickou reakci na vysokou návštěvnost Čechů díky blízké stanici lanové dráhy, jež spojovala horské partie prakticky s centrem Janských Lázní. Ubytovací kapacita Sokolské boudy tehdy činila 200 lůžek v 70 pokojích a 5 noclehárnách, v pozdějších letech se téměř neměnila.
Drobnou zajímavostí je fakt, že už v roce 1933 byla dřevěná konstrukce zvenčí pobita eternitem, aby se snížilo pronikání sněhu a větru do stěn. Předznamenala se tak „móda“ budoucích desetiletí, kdy eternitové opláštěni dostaly například Petrova bouda, Obří bouda či Špindlerova bouda.
Roku 1935 se také Sokolská bouda stala dějištěm úspěšného pokusu o rekord v radiofonii, kdy se jistému V. Vopičkovi s volacím znakem OK1VP podařilo krátkovlnnou vysílačkou spojit na vzdálenost 108 km s dalším radioamatérem, Ing. Schäferlingem, se znakem OK1AA v Ládví u Prahy. Původně zvažované umístění pětimetrové antény na terase boudy se ukázalo nemožným (terasa směřována k horám namísto do vnitrozemí) a tak p. Vopička musel vzít zavděk značně nestabilní dřevěnou konstrukcí pro fotografa.

## Druhá světová válka
Po zákazu Sokola za II. světové války byla Sokolská bouda zkonfiskována ve prospěch Říše a stala se ubytovnou pro říšskou mládež.
Před Vánoci 1944 si objekty na Volské louce vybral kapitán SS Herbert Giehl (spolupracovník Otto Skorzenyho) pro potřeby výcviku záškodníků vůči Rudé armádě a zřídil zde speciální sabotážní školu s deseti instruktory a pěti radiostanicemi. První stovka frekventantů (z toho 20 žen) se na Sokolské boudě objevila ještě před koncem roku 1944, kromě Němců zde byli cvičeni třeba i Vlasovci (výcvikové skupiny Don a Ázerbájdžán) a Belgičané (příslušníci SS z divize Valonia), zmíněný hotel Černý sloužil pro ubytování důstojníků. Po konfliktu s hajným z Maršova byl na celou oblast Černé hory vyhlášen zákaz vstupu civilistů.
Začátkem roku 1945 již byla v rámci výcviku celá Volská louka překopávána a kontaminována vojenským odpadem (munice, telefonní kabely, …), na louce u boudy bylo postaveno protiletadlové dělo a celá oblast Černé hory posloužila pro ukrytí velkého množství diverzního materiálu, který se pravděpodobně dodnes nepodařilo všechen objevit. Počátkem února 1945 se zde cvičilo už 300 mužů a žen.
Zde cvičení diverzanti si však zřejmě nepočínali příliš úspěšně a při akcích v týlu sovětských armád byli někteří zajati a „vytěženi“, takže o výcvikovém středisku se záhy dozvěděla sovětská zpravodajská služba i ukrajinské bojové fronty. 26. března 1945 seskočila u Černé hory osmičlenná rusko-česká skupina výsadkářů (skupina CHAN), po které již o pár dní později pátralo na 500 mužů. 2. dubna 1945 došlo k prvnímu střetu výsadkářů s nacisty, který polovina výsadkářů nepřežila, ostatní se z obklíčení probojovali. 9. dubna 1945 došlo k další přestřelce, beze ztrát na straně výsadkářů, kteří se pak stáhli do Podkrkonoší a spojili se skupinou VOLK od Českého Dubu.
Od 5. května 1945 již osádka Sokolské boudy likvidovala dokumenty a všech zhruba 300 frekventantů se v civilním oblečení a s falešnými osobními doklady rozptýlilo po okolí (v tom jim pomáhalo teplé jaro a minimum sněhu). Jako poslední opustili všechny objekty velitel střediska Herbert Giehl, jeho zástupce Ernest Brass a další důstojníci SS dne 8. května 1945, na ústupu zapálili dolní stanici lanovky na Černou horu a odjeli z Janských Lázní. Když na Sokolskou boudu dorazili příslušníci československých ozbrojených sil, nalezli již jen trosky vysílaček a fragmenty dokumentů.

## Poválečné období
Po válce se bouda vrátila do vlastnictví sokolské obce, včetně osoby správce Herčíka. Po roce 1948 byl Sokol z boudy vyhnán znovu a boudu převzaly komunální služby, později národní podnik Restaurace a jídelny.
Poloha Sokolské boudy se opět ukázala strategicky výhodnou pro vysílání rozhlasu a televize. Od roku 1961 do roku 1978 proto boudu na střeše „zdobila“ masivní příhradová konstrukce televizního vysílače, přičemž pracoviště techniků byla umístěna v suterénu budovy. Když v roce 1978 dokončily polské firmy Budimex (stavba) a Unitra (technologie) stavbu moderního, 78 m vysokého jehlanovitého vysílače téměř na samotném vrcholu Černé hory, byla vysílací pracoviště Sokolské boudy demontována včetně dominantní střešní antény.
Zhruba od 60. let byl provozovatelem Sokolské boudy národní podnik Krkonošské interhotely, který ji ve II. polovině 80. let pronajal Ing. Zdeňku Hachovi. Bouda je v tomto období popisována jako levná a jednoduchá turistická ubytovna s dobrou kuchyní, ale s nevábným okolím (neupravené a se skladišti suti a stavebního materiálu).

## Po roce 1990

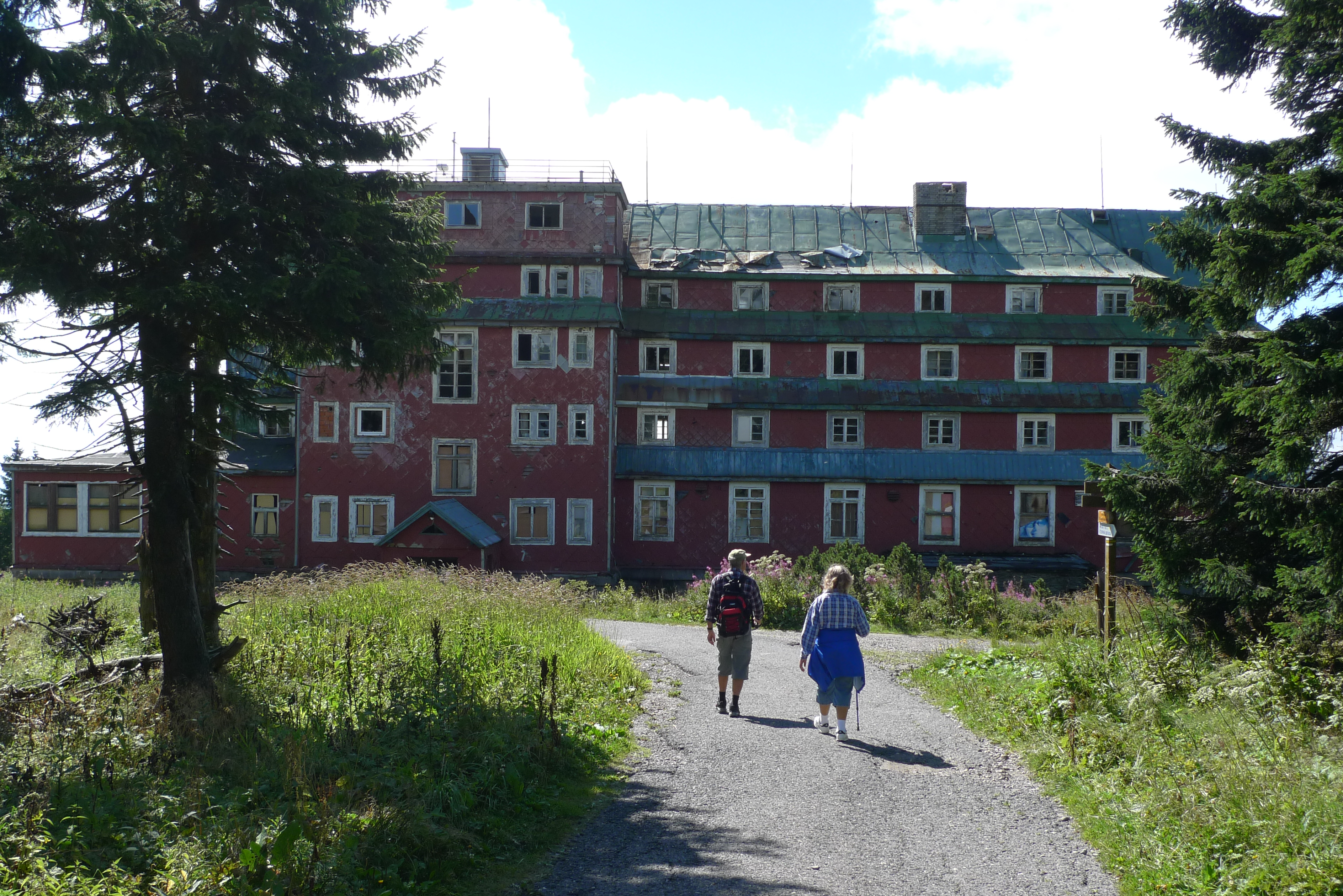
Sokolská bouda v srpnu 2012

V roce 1990 se Sokolská bouda vrátila obci sokolské. Ing. Hach zůstal pronájemcem a dokonce se pokusil o návrat k tradičnímu hospodaření, umístění stájí a chlévů přímo v boudě však chátrání boudy jen zrychlilo.
V roce 1997 boudu zakoupila pražská I. hotelová společnost, jež tou dobou provozovala i dříve uvedený Horský hotel. Pronájemce s majitelem se však neshodli na dalším provozu, vyvolaný soudní proces Ing. Hach prohrál a byl nucen k 30. 4. 1999 boudu vyklidit. Prakticky veškeré vybavení Sokolské boudy (včetně nábytku, elektrických spotřebičů apod.) tehdy údajně prohlásil za svůj majetek a tudíž ho prodal nebo odvezl. Od této doby byla bouda doslova vybydlená. Tečku za svým působením vykonal Ing. Hach odvezením posledních odpadků v prvním červnovém týdnu 1999.
Bouda byla poté několik let zavřená a notně zchátralá. Střešní převaděče krátkovlnných vysílaček na adresách OK0C a OK0BC byly vzhledem k havarijnímu stavu Sokolské boudy vypnuty na podzim 2005.
Roku 2008 boudu koupila společnost RODOP, za níž stojí developer a hoteliér Martin Kulík. Ten už dříve zrekonstruoval například hotel Družba v Malé Úpě a netajil se tím, že jeho záměrem je Sokolskou boudu zbourat a pozemek nově zastavět: „Po téhle zkušenosti víme, jak je náročné takový objekt přestavět. A Sokolská bouda je ve výrazně, výrazně horším stavu. V takovém, že se nedá opravit. Už když jsme ji před lety kupovali, tak to byl objekt k demolici.“ Tato demolice byla zamýšlena na rok 2017, později přesunuta až na léto 2018. Investice do nového objektu, který má mít mj. velkou restauraci a nabízet ubytování pro sedmdesát osob, má přesáhnout 100 miliónů korun. Demolice Sokolské boudy byla zahájena na počátku října 2019.
Periodikum Veselý výlet už dříve shrnulo podobné plány neutrálně: „Architekti Aleš Lapka a Petr Kolář z ateliéru ADR jistě navrhnou novou Sokolskou boudu jako svébytnou současnou architekturu, stejně jako jejich předchůdci před osmdesáti lety.“